# Alexander Arturowitsch Rou
Alexander Arturowitsch Rou (russisch Александр Артурович Роу; * 23. Februarjul. / 8. März 1906greg. in Sergijew Possad, Russisches Kaiserreich; † 28. Dezember 1973 in Moskau) war ein sowjetischer Filmregisseur und Drehbuchautor.
Er gilt neben Alexander Ptuschko als bedeutendster sowjetischer Regisseur von Märchenfilmen.

## Leben

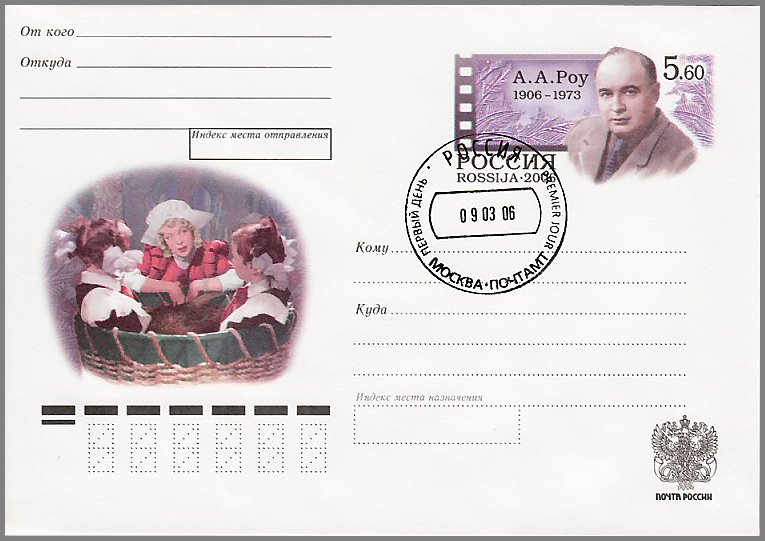
Briefumschlag mit Rous Konterfei (2006)

Alexander Rous Vater, Arthur Howard Rowe, war ein irischer Ingenieur, der für die Firma des Mühlenbauunternehmers Henry Simon in Russland arbeitete, aber aufgrund des Ersten Weltkrieges 1916 in die Heimat zurückkehrte und seine Familie zurückließ. Möglicherweise war es aufgrund von Rowes Alkoholkonsum aber schon vorher zur Trennung gekommen. Er wanderte später nach Kanada aus und starb Ende der 30er Jahre. Da Alexanders Mutter, die griechischstämmige Eili Keradschordsch (bzw. Julia Kerageorgija) schwer krank war, sorgte er durch den Verkauf von Streichhölzern und Kämmen schon früh für den Unterhalt und sparte Geld für die eigene Ausbildung.
Nach sieben Jahren Schule besuchte Rou auf Drängen seiner Mutter zunächst eine technische Fachschule. 1921 arbeitete er für das Agitproptheater Blaue Bluse (Синяя блуза), studierte danach bis 1930 an der Filmschule „Boris Tschaikowski“ und anschließend von 1931 bis 1934 an der Theaterschule „Maria Ermolowa“.
Als Regieassistent von Jakow Protasanow arbeitete Rou an den Filmen Marionetten (Марионетки, 1934) und Das Mädchen ohne Mitgift (Бесприданница, 1937). In О странностях любви (O strannostjach ljubwi) spielte er 1936 seine einzige Filmrolle, wurde aber nicht in den Credits genannt. Ab 1937 war Rou beim Unions-Kinderfilmstudio „Sojusdetfilm“ (1948 in Gorki-Filmstudio umbenannt) in Moskau beschäftigt, wo er 1938 seinen ersten eigenen Film drehte.
Er erhielt am 23. März 1961 den Titel Verdienter Künstler der RSFSR, dem am 13. März 1968 die Ernennung zum Volkskünstler der RSFSR folgte. 1993 wurde ein Kino in Moskau und 1999 der Asteroid (5412) Rou nach ihm benannt. Im Jahr 2011 fand in Wexford ein von seinem Cousin David Rowe und dessen Frau initiiertes Filmfestival über ihn statt. Dem Schaffen von Rou und Alexander Ptuschko ist das 2018 erschienene Buch Птушко. Роу: мастер-класс российского кинофэнтези (Ptuschko. Rou: master-klass rossiskogo kinofentesi) von N. J. Sputnizkaja gewidmet.
Der Regisseur hegte neben dem beruflichen auch ein persönliches Verhältnis zu seinem Stammschauspieler Georgi Milljar. Diesem riet er zur Ehe mit dessen Nachbarin, vermutlich um Milljars angebliche Homosexualität zu verbergen und ihm nach dem Tod seiner Mutter eine Bezugsperson zu verschaffen. Durch seine ablehnende Haltung zu Alkohol am Filmset stand er jedoch im Gegensatz zu Milljar, der als Gewohnheitstrinker, wenn auch nicht als starker Alkoholiker, galt.
Rou starb 67-jährig und wurde auf dem Babuschkinskoje Friedhof, Abschnitt 16, Reihe 1, beigesetzt. Seine Witwe Jelena Grigorjewna verkraftete den Verlust ihres Mannes nie und nahm sich einige Jahre später das Leben.

## Filmisches Werk
In seiner Laufbahn inszenierte Rou 17 Spielfilme. Neben Märchen waren darunter auch Ровно в семь (Rowno w sem, 1941, in Kooperation mit Albert Alexandrowitsch Gendelstein), bei dem es sich um den ersten Teil der Kriegsfilmreihe Боевой киносборник №7 (Bojewoi kinosbornik №7) handelte, sowie die Abenteuerkomödie Драгоценный подарок (Dragozenny podarok, 1956) und der Ballettfilm Хрустальный башмачок (Chrustalny baschmatschok, 1960). Außerdem entstanden unter seiner Leitung drei Dokumentarfilme.
Rous Werke basieren häufig auf überlieferten russischen Märchenmotiven und Themen oder Charakteren aus der Folklore, z. B. der Baba-Jaga, dem Kaschtschei und dem Väterchen Frost. Die frühen Filme lehnen sich dabei noch eng an die Vorlagen an, später wurden diese stärker kombiniert und durch individuelle Ideen ergänzt. Das Märchenhafte kam ab Abenteuer im Zauberwald auch durch den Einsatz der von Anastassija Sujewa dargestellten Erzählerin zum Ausdruck, die stets den jeweiligen Film einleitete und am Ende ein Résumé zog.
Z. T. verarbeitete Rou auch literarische Motive wie in Das Wunderpferdchen, Mainacht oder Die Nacht vor Weihnachten.
Typisch für seine Filme, insbesondere die späteren Werke, ist die sehr fantasievolle Ausschmückung, sowohl was das Szenenbild wie auch Kostüme und Masken anbelangt. Markant ist auch der oftmals ins Skurrile oder Groteske reichende Humor.
Rou drehte meist mit einem wiederkehrenden Stamm an Darstellern. Neben Milljar, der in allen Märchenfilmen Rous sowie in День чудесных впечатлений (Den tschudesnych wpetschatleni) und Драгоценный подарок auftrat, gehörten u. a. Anatoli Kubazki, Alexander Chwylja, Wera Altaiskaja und Lew Potjomkin dazu.
Seine Filme wurden mehrfach ausgezeichnet.

## Filmografie (Auswahl)
- 1934: Marionetten (Marionetki) – als Regieassistent
- 1936: О странностях любви (O strannostjach ljubwi) – als Darsteller und Regieassistent
- 1937: Das Mädchen ohne Mitgift (Bespridanniza) – als Regieassistent
- 1937: Белеет парус одинокий (Belejet parus odinokij) – als Regieassistent
- 1938: Der Zauberfisch (Po schtschutschemu welenju)
- 1940: Die schöne Wassilissa (Wasilisa Prekrasnaja)
- 1941: Боевой киносборник №7: Ровно в семь (Bojewoi kinosbornik №7: Rowno w sem) – als Koregisseur mit Albert Alexandrowitsch Gendelstein
- 1941: Das Wunderpferdchen (Konjok-Gorbunok)
- 1945: Der unsterbliche Kaschtschai (Kaschtschei bessmertny) – auch Drehbuch
- 1949: День чудесных впечатлений (Djen tschudesnych bpetschatljenij) (Dokumentarfilm)
- 1949: Артек (Artek) (Dokumentarfilm) – auch Drehbuch mit A. Filimonow
- 1951: Крым (Krym) (Dokumentarfilm)
- 1952: Mainacht (Maiskaja notsch, ili utoplenija)
- 1954: Das Geheimnis des Bergsees (Taina gornogo osera)
- 1956: Dragozenny podarok
- 1957: Die Abenteuer des gestiefelten Katers (Nowy pochoschdenija Kota w Sapogach)
- 1959: Die verzauberte Marie (Marija-Iskysniza)
- 1960: Хрустальный башмачок (Chrustalny baschmatschok) – auch Drehbuch
- 1962: Die Nacht vor Weihnachten (Wetschera na chutore blus Dukanki) – auch Drehbuch
- 1963: Im Königreich der Zauberspiegel (Korolewstwo kriwych serkal)
- 1964: Väterchen Frost / Abenteuer im Zauberwald (Morosko)
- 1968: Feuer, Wasser und Posaunen (Ogon, woda i … mednye truby)
- 1970: Die schöne Warwara (Warwara-Krasa, dlinnaja kosa) – auch Drehbuch
- 1973: Der Hirsch mit dem goldenen Geweih (Solotye roga) – auch Drehbuch
- 1975: Finist – Heller Falke (Finist - jasny sokol) – nur Drehbuch; Regie: Gennadi Wassiljew

Anmerkung: Die Liste beinhaltet alle eigenständigen Regiearbeiten Rous, sein Wirken als Assistent ist nur auszugsweise wiedergegeben.

## Wirkung in der DDR
In der DDR prägten seine Filme das Bild der heranwachsenden Generationen vom sowjetischen Film und vom Wesen der Sowjetunion. Besser als jedes Umerziehungskonzept schaffte es Rous Märchenwelt, die Fundamente des aus der Zeit des deutschen Faschismus überkommenen Antislawismus zu untergraben.